# Enrique Campos (artista argentino)
Enrique Campos (Ciudad de Buenos Aires, Argentina, 4 de febrero de 1989) es un cantante, compositor y escritor argentino. Su primer disco Roto recibió la nominación a los premios Latin Grammy y Carlos Gardel en la categoría Tango del año 2019 y su séptimo libro de poesía "La oscuridad de los permite" recibió la Mención de Honor del Premio Nacional de Letras de Argentina en el 2019. Es considerado un referente joven de la nueva ola del tango porteño.

## Biografía
Enrique Campos es un cantante, compositor y escritor nacido en Buenos Aires, Argentina. Se licenció en Ciencia Política en la Universidad Torcuato Di Tella y ha trabajado como periodista, en televisión como conductor y productor de El Fósforo TV, en medios gráficos y como gestor cultural. Paralelamente, estudió teatro con Julio Chávez, Agustín Alezzo, Ricardo Bartiz, Miguel Guerberof, entre otros, literatura con Arturo Carrera y Mariana Travacio, y música con diferentes profesores tales como Josi García Moreno, y esto se fue transformando en los últimos años en el foco de su actividad profesional.
Desde 2018 está abocado a su carrera artística. 
En su faceta de escritor, ha publicado siete libros de poesía. Publicó Las edades de un monstruo (Huesos de Jibia, 2009), Uno y todos los posibles (Paradiso, 2011), El momento en su boca (Mansalva, 2012), Eterno solo para él (Mansalva, 2016), Hoy es lejano (Ivan Rosado, 2016), La oscuridad se los permite (Mansalva, 2018) y Todo menos él mismo (Mansalva, 2020). Publicó también poemas en varias revistas nacionales e internacionales como Hablar de Poesía, El Banquete, y El Poeta y su Trabajo. Actualmente se encuentra escribiendo su primera novela, que saldrá en 2021. En el año 2019 fue galardonado con una Mención de Honor en la categoría de Poesía del Premio Nacional de Letras de Argentina.
Como músico, se desempeñó como el cantante de la banda de tango La 154 desde el 2011 hasta el 2017. Luego de su separación, comenzó su carrera solista.
Se ha declarado públicamente gay y bisexual y ha participado en las celebraciones del día del Orgullo en varias ciudades. Además, su impronta escénica está fuertemente influenciada por el universo queer.

## Etapa solista (2018-presente)
Luego de la separación de su banda de tango, La 154, comenzó su proyecto solista con la grabación de su primer disco llamado Roto. En octubre de 2018 grabó y produjo, junto con Pablo Di Nardo, Roto, su disco debut, en los Estudios ION. Se trata de un disco clásico de tango, pero con un sello distintivo, que fue muy bien recibido por la prensa especializada:

El resultado es un sonido que aunque suena fresco y contemporáneo, todavía conserva la nostalgia y el melodrama propio del tango porteño de comienzos del siglo XX.
Laura Camargo (Indie hoy)

Roto recibió la nominación a los Premios Carlos Gardel y a los Latin Grammy en la categoría "Mejor álbum de Tango". La prensa especializada lo ha catalogado como una de las figuras más renovadoras de la escena local argentina.

Enrique Campos hoy sigue consolidándose como una de las figuras más renovadoras de la escena musical argentina.
Laura Camargo (Indie hoy)

El concepto se completa con el show en vivo, con una fuerte carga performática y visual. Ha declarado abiertamente que lucha contra los preceptos clásicos del tango machista y busca romper con la imagen de "machito" del tanguero tradicional. Enrique es la antítesis del imaginario colectivo que responde al concepto de "cantante de tango": su estética está más cercana a la de un cantante de glam o al punk, como pueden ser David Bowie o Prince, que a Roberto Goyeneche o Carlos Gardel.

En los papeles, él es un cantor de tangos. En la práctica tiene un camino bastante alejado de la estética típica del género –y ni hablar de sus corrientes más conservadoras–, y una búsqueda personal que lo lleva por otros lados.
Andrés Valenzuela

Se ha presentado en numerosos escenarios de Argentina como BAFIM, FIBA, Ciudad Emergente, Fogata de San Juan en La Boca, La Tangente, Torcuato Tasso, como también en Hotel Café en Los Ángeles.
En el año 2020 tenía planeada su primera gira por Estados Unidos y México con presentaciones confirmadas en festivales tales como SXSW, School Nights, Indie Music Festival en Dallas, el Summer Stage de Levit Pavillion en Los Ángeles. Debido a la pandemia COVID-19 modificó sus planes y se dedicó a componer, grabar y lanzar nuevas canciones, que formarán parte de su segundo disco que será lanzado en 2021. También participó en festivales por streaming como el Latin Alternative Music Conference (LAMC), el Deezer Pride, BIME, Festival Argentina en la Casa de Billboard, Room Service, la celebración del Día del Orgullo LGBT de las ciudades de Sacramento y Buenos Aires, del ciclo de shows del Margarita Xirgu y fue parte de la comitiva argentina en FIMPRO auspiciada por el INAMU.
En febrero de 2020 estrenó Indiferente, producida por el multipremiado Camilo Lara. Luego fue el turno de Perdí, producida por YAEL, el productor de Cazzu. En octubre llegó Bye Bye, que cuenta con la colaboración de DJ Mämi y fue producida por BAMBI. Todas estas canciones serán parte de su segundo disco de estudio, que cuenta con el apoyo financiero de Mecenazgo del Gobierno de la Ciudad de Buenos Aires, y será lanzado en marzo. En enero de 2021 fue elegido en la convocatoria "Ciudad Diversa" del Ministerio de Cultura del Gobierno de la Ciudad de Buenos Aires.

## Discografía
Álbumes de Estudio
- Roto (2019)
- Crisol (2021)

Sencillos
- Luna Nueva[36] (2019)
- Indiferente[48] (2020)
- Perdí[50] (2020)
- Bye Bye ft. Dj Mämi[52] (2020)
- Colibrí ft. El Dog de Lo' Pibitos (2021) - inédito

## Videoclips
- Luna Nueva (2019)
- Indiferente (2020)
- Perdí (2020)
- Bye Bye ft. Dj Mämi (2020)
- Colibrí ft El Dog de Lo' Pibitos (2021)

Videos en Vivo
- Loca tuca de Dios - Acoustic Session in Buenos Aires (2019)
- Pasional - Acoustic Session in Buenos Aires (2019)
- Acoustic Showcase en Latin Alternative Music Conference (LAMC) (2020)
- Indie Showcase en Latin Alternative Music Conference (LAMC) (2020)
- De Música Casera en La Usina del Arte - Día del Orgullo LGBT (2020)
- Sesiones en Teatro Margarita Xirgu (2020)

## Libros Publicados
| Año  | Título                      | ISBN              | Editorial       |
| ---- | --------------------------- | ----------------- | --------------- |
| 2009 | Las edades de un monstruo   | 978-987-1586-01-1 | Huesos de Jibia |
| 2011 | Uno y todos los posibles    | 978-987-1598-23-6 | Paradiso        |
| 2012 | El momento en su boca       | 978-987-1474-72-1 | Mansalva        |
| 2016 | Eterno solo para él         | 978-987-3728-32-7 | Mansalva        |
| 2016 | Hoy es lejano               | 978-987-3708-27-5 | Ivan Rosado     |
| 2018 | La oscuridad se los permite | 978-987-3728-74-7 | Mansalva        |
| 2019 | Todos menos él mismo        | 978-987-8337-01-2 | Mansalva        |

## Premios y nominaciones
| Año  | Premiación                             | Categoría                                      | Trabajo                     | Resultado |
| ---- | -------------------------------------- | ---------------------------------------------- | --------------------------- | --------- |
| 2019 | Premios Gardel                         | Mejor Álbum Masculino de Tango                 | Roto                        | Nominado  |
| 2019 | Premios Grammy Latinos                 | Mejor Álbum de Tango                           | Roto                        | Nominado  |
| 2019 | Premio Nacional de Letras de Argentina | Mención de Honor del Premio Nacional de Poesía | La oscuridad se los permite | Ganador   |